# Àguila de l'illa de Flores
L'àguila de l'illa de Flores o àguila de Flores (Nisaetus floris) és ocell de la família dels accipítrids (Accipitridae)). Habita la selva, sabanes i terres de conreu a Sumbawa, Flores i Palu'e, de les illes Petites de la Sonda. El seu estat de conservació es considera en perill crític d'extinció.